# Lystrosaurus
Lystrosaurus is een geslacht van uitgestorven Dicynodontia. Binnen deze onderorde was Lystrosaurus een van de succesvolste geslachten met een min of meer wereldwijde verspreiding in het Vroeg-Trias.

## Uiterlijk en leefwijze

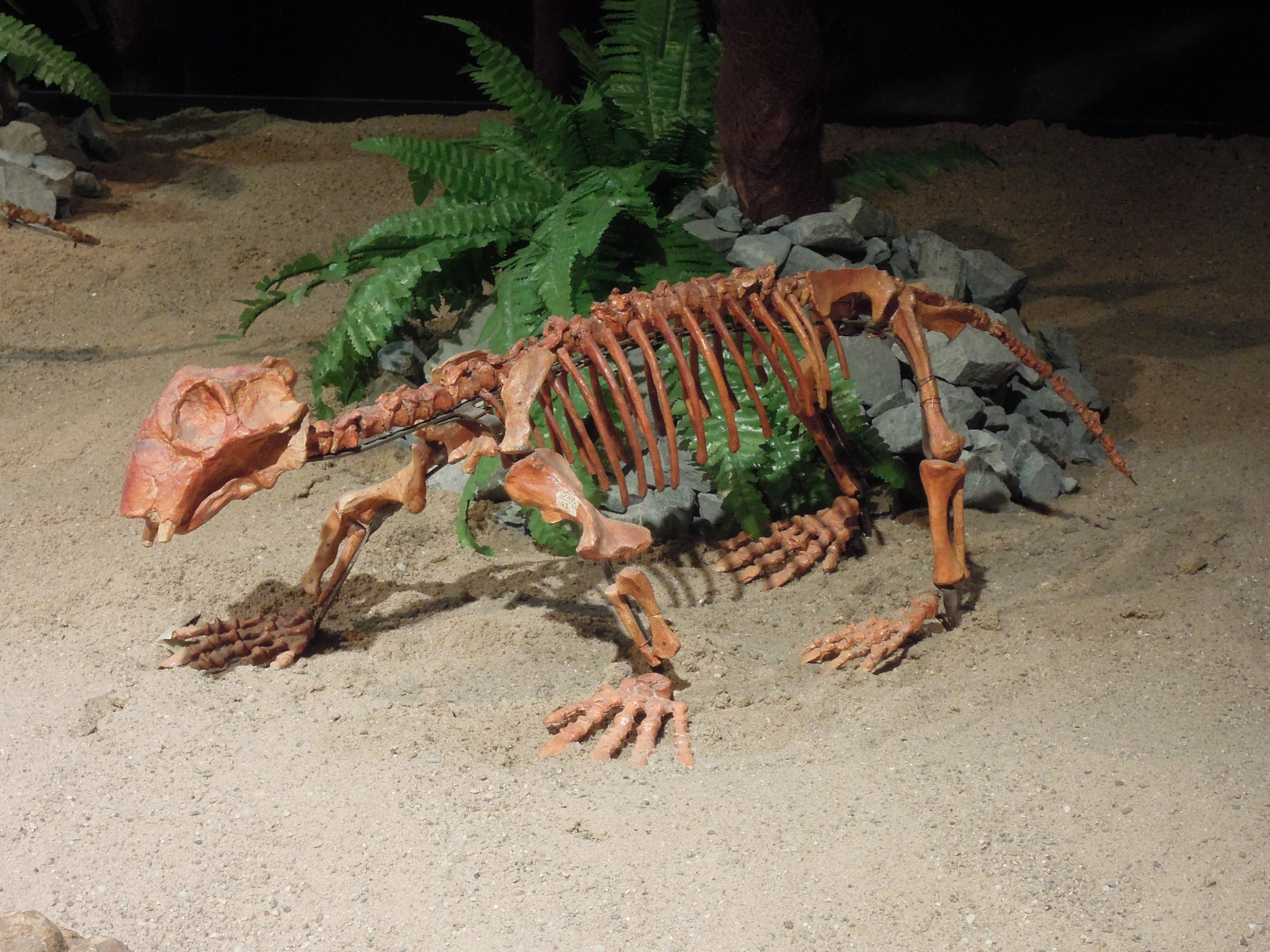
Lystrosaurus georgi
Dinosauria Museum (Praag)

Lystrosaurus was zeventig tot honderdtwintig centimeter lang en vijftig centimeter hoog. Lange tijd werd verondersteld dat dit dier net als het moderne nijlpaard zowel op het land als in het water leefde. Deze veronderstelling is echter inmiddels radicaal gewijzigd. Bij herevaluatie werd geconcludeerd dat Lystrosaurus weinig tot geen aanpassingen voor een aquatische leefwijze had en tegenwoordig beschouwt men Lystrosaurus als een dier dat juist erg goed was aangepast aan droge omstandigheden. Dit maakte ook dat Lystrosaurus wijdverspreid was in een wereld met uitgestrekte woestijnen. Lystrosaurus leefde waarschijnlijk in groepen. Onder meer op basis van de stevig gebouwde voorpoten wordt verondersteld dat Lystrosaurus goed aangepast was aan graven. Lystrosaurus leefde zelfs deels in holen, hoewel het dier geen echte holenbewoner was zoals de dicynodonten Cistecephalus, Robertia en Diictodon uit het Laat-Perm. Gefossiliseerde holen met een diameter tot vijfenveertig centimeter, waarvan enkele met een Lystrosaurus erin, zijn gevonden in Zuid-Afrika. Een dergelijke leefstijl is een goede aanpassing in extreme omgevingscondities zoals lange droogten. De bouw van de schedel onderscheidt Lystrosaurus van de andere dicynodonten: de neusgaten en oogkassen bevinden zich hoog in de kop, de punt van schildpadachtige bek is naar beneden gericht en de kaken met daarin de naar beneden gerichte slagtanden zitten laag in de schedel. De kaken waren geschikt voor het eten van droge, stugge planten. Daarnaast werden vermoedelijk ook zaden en bladeren gegeten door Lystrosaurus, terwijl de hoektanden werden gebruikt voor het uitgraven van wortels en knollen. Analyse van de botstructuur wijst op snelle periostale osteogenese en snelle algehele groei bij Lystrosaurus.

## Vondsten

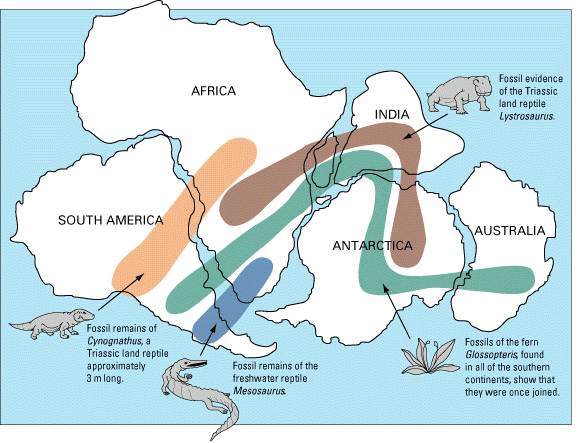
Verspreiding van Lystrosaurus (bruin) op het supercontinent Gondwana

Fossielen van Lystrosaurus zijn gevonden in Zuid-Afrika (Balfourformatie en Katbergformatie, Beaufortgroep, Karoo Beds), Zambia (Madumabisa Mudstones), India (Panchetformatie), China (Guodikengformatie, Perm / Jiucaiyuanformatie, Trias), Mongolië (Dalin-Shandakhudukformatie), Rusland (Vetlugagroep) en Antarctica (Fremouw-formatie). In Australië zijn in Queensland fragmentarische resten gevonden die mogelijk toebehoren aan Lystrosaurus. Daarnaast zijn ten zuiden van Sydney in Bellambi Colliery gefossiliseerde voetsporen gevonden die overeenkomen met die van Lystrosaurus in Zuid-Afrika. De voetsporen zijn beschreven als de ichnospecies Dicynodontipus bellambiensis. Het gaat om een dier van ongeveer vierentachtig centimeter lang en circa tweeëntwintig centimeter hoog. Een onvolledige schedel daterend uit het Laat-Perm uit Luang Prabang in Laos werd aanvankelijk toegeschreven aan Lystrosaurus, maar bij herevaluatie en na verdere vondsten van fossielen van dicynodonten op dezelfde locatie kwam men tot de conclusie dat het om fossielen van Dicynodon gaat. Deze wijde verspreiding was een van de aanwijzingen voor het bestaan van de supercontinenten Pangea en Gondwana tijdens het Perm en Trias, evenals het fenomeen van de platentektoniek. Lystrosaurus wordt wel gebruikt als een biostratigrafische marker voor het eerste deel van het Trias, onder meer als naamgever van de Lystrosaurus Assemblage Zone in de Beaufortgroep, hoewel het geslacht ook in het Laat-Perm voorkwam.

## Soorten

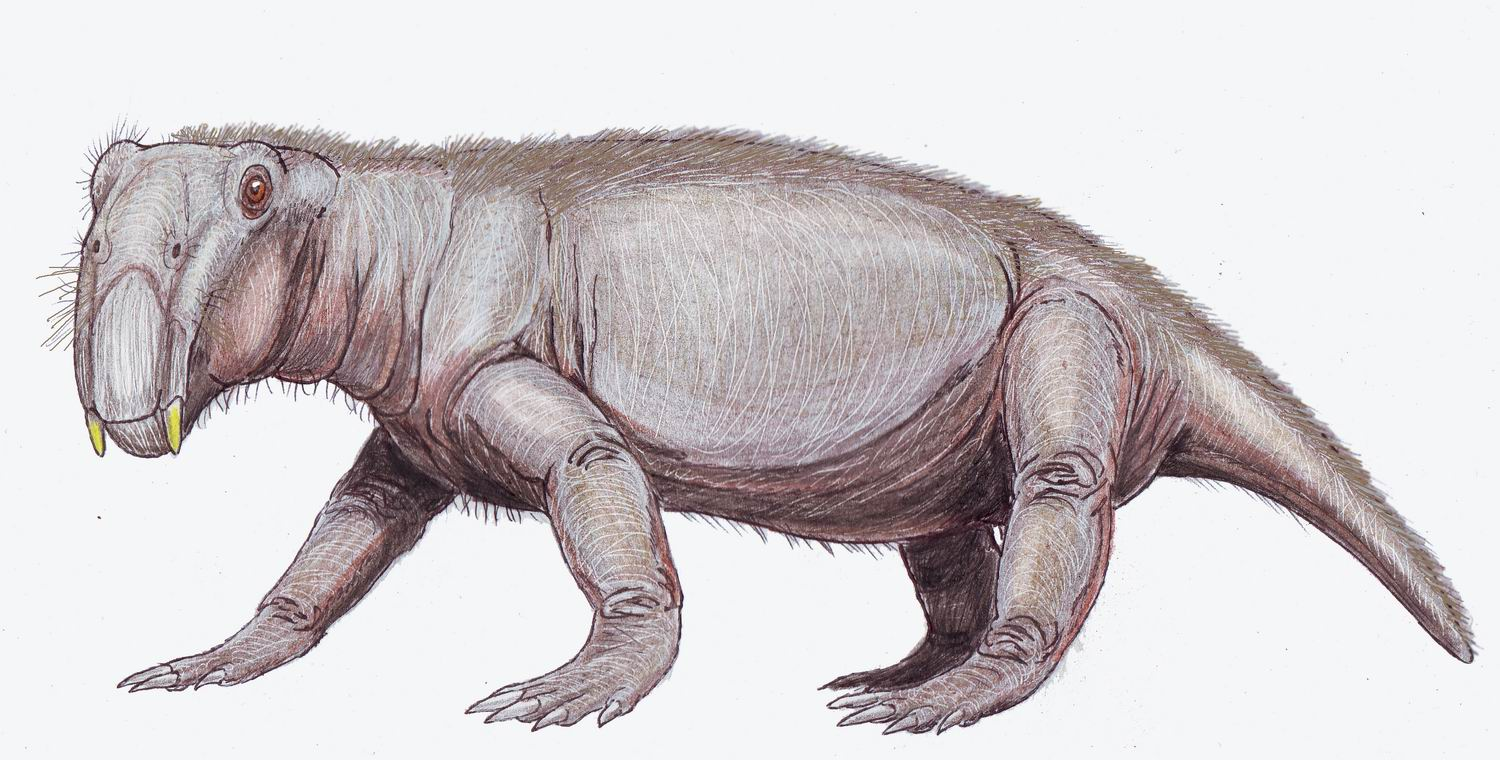
Lystrosaurus georgi

Er is een groot aantal soorten in het geslacht Lystrosaurus benoemd, waaronder alleen al drieëntwintig uit de Beaufortgroep. Tegenwoordig worden echter slechts drie soorten algemeen geaccepteerd: L. curvatus, L. mccagi en L. murrayi. Daarnaast worden ook L. declivis en L. georgi vaak genoemd in moderne literatuur. De soorten worden van elkaar onderscheiden door met name de bouw van de schedel.
L. curvatus en L. mccagi leefden op de vloedvlaktes van de Karoo direct voor de Perm-Trias-massa-extinctie. Analyse van de sedimenten wijst erop dat de Karoo aan het einde van het Laat-Perm erg droog werd. L. mccagi overleefde de massa-extinctie niet in dit gebied, hoewel fossielen van deze soort wel bekend zijn uit het Trias van Antarctica. L. curvatus kwam ook in het Vroeg-Trias nog voor in Zuid-Afrika en tevens op Antarctica, maar werd al snel vervangen door L. murrayi en L. declivis. L. mccagi is de grootst bekende soort en ongeveer twee keer zo lang als de andere soorten. Wellicht had L. mccagi een andere ecologische niche dan L. curvatus en was het daardoor kwetsbaarder voor uitsterven. Een mogelijkheid is dat L. mccagi zich met name voedde met Glossopteris, een zaadvaren die uitstierf in de Perm-Trias-massa-extinctie, terwijl L. curvatus vooral paardenstaarten en Dicroidium-varens at, planten die zowel in het Laat-Perm als Vroeg-Trias voorkwamen. Fossielen van L. murrayi zijn ook bekend uit Zambia, Antarctica en India. Fossielen van L. curvatus zijn tevens bekend uit het Laat-Perm van Zambia. L. georgi leefde tijdens het Vroeg-Trias in het huidige Rusland. De Mongoolse vondsten zijn beschreven als Lystrosaurus hedini.

### Lijst
- L. amphibius
- L. bothai
- L. breyeri
- L. broomi
- L. curvatus
- L. declivis
- L. hedini
- L. georgi
- L. jeppei
- L. jorisseni
- L. latifrons
- L. mccaigi
- L. murrayi
- L. oviceps
- L. platyceps
- L. primitivus
- L. putterilli
- L. rajurkari
- L. robustus
- L. rubidgei
- L. theileri
- L. wageri
- L. wagneri
- L. weidenreichi
- L. youngi

## Perm-Trias-massa-extinctie
De Perm-Trias-massa-extinctie van 251 miljoen jaar geleden, die plaatsvond over een geschatte tijdsspanne van zo'n 80.000 jaar, in enkele fasen, was de grootste massa-extinctie in de geschiedenis van de Aarde, waarbij negentig tot vijfennegentig procent van alle mariene soorten en zeventig procent van alle landbewonende soorten uitstierven. Lystrosaurus was een van de weinige geslachten van therapsiden die de Perm-Trias-massa-extinctie wist te overleven en het enige geslacht dat ook in het Vroeg-Trias algemeen bleef. Het fossiele bestand suggereert dat in het Indien (251 - 249,7 miljoen jaar geleden) wereldwijd Lystrosaurus vijftig tot negentig procent van alle grote landdieren uitmaakte. De therocephaliërs Ictidosuchoides, Moschorhinus en Tetracynodon wisten ook te overleven, maar waren in het Vroeg-Trias veel minder algemeen dan in het Laat-Perm. Lystrosaurus was een van de grootste dieren van het Vroeg-Trias en had weinig vijanden. De meeste carnivoren uit de Lystrosaurus Assemblage Zone waren kleiner dan zestig centimeter en alleen Moschorhinus (honderdvijftig centimeter lang) en Proterosuchus (honderdvijftig tot driehonderd centimeter) zullen een gevaar zijn geweest voor volwassen individuen. Uiteindelijk werd Lystrosaurus in het Olenekien (249,7 - 245 miljoen jaar geleden) vervangen door de Kannemeyeriiformes.